# Uwe Machold
Uwe Machold (* 30. November 1961 in Hohenmölsen) ist ein ehemaliger deutscher Fußballspieler. In der DDR-Oberliga, der höchsten Spielklasse des DDR-Fußball-Verbandes, spielte er für den Halleschen FC.

## Sportliche Laufbahn

### Gemeinschafts-, Club- und Vereinsstationen
Uwe Machold begann seine fußballerische Laufbahn 1968 in seiner Heimatstadt bei der BSG Aktivist Hohenmölsen. Im Alter von 13 Jahren wurde er 1975 zum Fußballclub seines Heimatbezirks, dem Halleschen FC Chemie, delegiert. Dort spielte er zunächst in der Jugend-, dann in der Juniorenmannschaft und wurde Schüler der Kinder- und Jugendsportschule Halle. Anschließend absolvierte er eine Lehre zum Instandhaltungsmechaniker. Als er den Übergang zum Männerbereich leistungsmäßig nicht schaffte, wurde er zur viertklassigen SG Dynamo Halle-Neustadt ausdelegiert. Mit der SG Dynamo schaffte er 1982 den Aufstieg in die Bezirksliga Halle. Zur Saison 1983/84 wechselte Machold zur BSG Fortschritt Weißenfels in die zweitklassige DDR-Liga. Seine 13 Tore, mit denen er Torschützenkönig der Weißenfelser wurde, reichten nicht, die Mannschaft vor dem Abstieg zu bewahren.
Der HFC war aber wieder auf den treffsicheren 1,80 Meter großen Stürmer aufmerksam geworden und holte ihn mit Beginn der Spielzeit 1984/85 in die eigenen Reihen zurück. Die Hallenser waren ebenfalls gerade abgestiegen und spielten nun ihrerseits in der DDR-Liga. Dort gelang es Machold sofort Fuß zu fassen und bestritt alle 34 Punktspiele, abwechselnd im Mittelfeld oder im Angriff. Mit 17 Meisterschaftstoren wurde er erneut Torschützenkönig seiner Mannschaft. Nach einer weniger erfolgreichen Saison 1985/86 verhalf er 1986/87 mit 30 Punktspielen und sieben Toren dem HFC zur Rückkehr in die Oberliga. Auch dort hatte er einen glänzenden Einstand und absolvierte 1987/88 wiederum alle Punktspiele und erzielte zusammen mit Dietmar Schütze mit sechs Treffern die meisten HFC-Tore.
Beim HFC spielte Machold bis 1990 regelmäßig als Flügelstürmer, sowohl rechts wie links. Als 1990/91 angesichts der deutschen Wiedervereinigung die DDR-Oberliga ihre letzte Saison startete, war Machold 28 Jahre alt. Unter dem neuen Trainer Bernd Donau wurde er in das Mittelfeld zurückbeordert und in seinen 23 Punktspielen mehrfach nur als Einwechselspieler eingesetzt. Der HFC, inzwischen ohne den Zusatz „Chemie“, beendete die Saison als Vierter und qualifizierte sich damit für die 2. Bundesliga. Nach 97 DDR-Oberligaspielen mit 12 Toren spielte Machold noch die Zweitliga-Saison 1991/92, war nun aber nur noch Ersatzspieler. Zwischen dem 2. und 27. Spieltag kam er lediglich zehnmal zum Einsatz, dabei stand er nur zweimal in der Anfangself.

### Auswahleinsätze
Mitte der 1980er-Jahre wurde Machold in den Kader der DDR-Olympiaauswahl aufgenommen. Am 18. November 1987 kam er im Qualifikationsspiel Italien gegen DDR (1:1) kurz vor Schluss für Thomas Doll auf den Platz. Aufgrund der geringen Spielzeit resümierte das Fachblatt fuwo in seiner Einzelkritik allein den taktischen Aspekt: „In der Schlußminute aus taktischen Gründen – die Italiener stürmten noch einmal vehement - eingewechselt.“ Insgesamt kam er in dieser Elf, die sich nicht für das olympische Fußballturnier 1988 qualifizieren konnte, in drei Partien zum Einsatz.

## Weiterer Werdegang
Im Sommer 1992 ließ sich Machold in der oberschwäbischen Stadt Biberach an der Riß nieder und schloss sich dem FV Biberach an, mit dem er noch sieben Jahre lang in der Amateur-Oberliga spielte. Anschließend war er beim FVB als Trainer tätig, zuletzt bei der U-19-Mannschaft.